# Ferrimottanaïta-(Ce)
La ferrimottanaïta-(Ce) és un mineral de la classe dels silicats que pertany al grup de la hel·landita. Rep el nom per la seva relació amb la mottanaïta-(Ce).

## Característiques
La ferrimottanaïta-(Ce) és un silicat de fórmula química Ca₄Ce₂Fe3+(Be1.5◻0.5)[Si₄B₄O22]O₂. Va ser aprovada com a espècie vàlida per l'Associació Mineralògica Internacional l'any 2018, sent publicada per primera vegada el 2019. Cristal·litza en el sistema monoclínic.
L'exemplar que va servir per a determinar l'espècie, el que es coneix com a material tipus, es troba conservat al Museu de Mineralogia del Departament de Geosciències de la Universitat de Pàdua, a Itàlia, amb el número de catàleg: 2018-02.

## Formació i jaciments
Va ser descoberta al complex volcànic de Vico, a la província de Viterbo (Laci, Itàlia). Aquesta zona italiana és l'únic indret de tot el planeta on ha estat descrita aquesta espècie mineral.